# Ennery (Val-d’Oise)
Ennery egy község Franciaországban. Lakosainak száma 2313 fő (2022. január 1.).

## Földrajza
Ennery Hérouville-en-Vexin, Livilliers, Osny, Pontoise és Auvers-sur-Oise községekkel határos.

## Testvértelepülések
- Ennery
- Oberriexingen